# Quercus cortesii
Quercus cortesii är en bokväxtart som beskrevs av Frederik Michael Liebmann. Quercus cortesii ingår i släktet ekar, och familjen bokväxter. Inga underarter finns listade.